# Saint-Laurent-des-Combes (Gironda)
Saint-Laurent-des-Combes é uma comuna francesa na região administrativa da Nova Aquitânia, no departamento da Gironda. Estende-se por uma área de 3,85 km². Em 2010 a comuna tinha 258 habitantes (densidade: 67 hab./km²).